# São Caetano (Pernambouc)
Pour les articles homonymes, voir São Caetano.
São Caetano est une ville de l'État de Pernambouc situé dans le Nord-Est du Brésil.